# Siège de l'alcazar de Tolède
Pour les articles homonymes, voir Alcazar.
Guerre d'Espagne
Le siège de l'Alcazar de Tolède est un épisode de la Guerre civile espagnole qui opposa les forces républicaines aux insurgés du coup d'État militaire des 17 et 18 juillet 1936. Cette bataille fut l’un des combats les plus symboliques de la guerre. Elle vit s’opposer dans la ville de Tolède des miliciens fidèles au gouvernement de la République aux militaires insurgés contre ce même gouvernement. Ces derniers furent forcés de se réfugier dans l'Alcazar de Tolède, siège de l'Académie d'infanterie, de cavalerie et d’intendance, avec leurs familles.
Le siège de l'Alcazar commença au lendemain du coup d'État, le 21 juillet 1936, et dura jusqu'à l'arrivée des troupes africaines du général nationaliste José Enrique Varela à Tolède, le 27 septembre, venu pour libérer les assiégés. Lorsque le général Franco entra dans la ville le lendemain, il n’en restait qu'un champ de ruines. L'Alcazar, reconstruit après la guerre, est devenu un musée et un centre administratif de l'armée espagnole.

## Contexte
Depuis la nouvelle du coup d'État, 18 juillet 1936, on se battait dans Tolède, mais la supériorité numérique des troupes loyales au gouvernement du général Riquelme et de la milice leur donnait l'avantage. Le gouverneur militaire de la province de Tolède, le colonel José Moscardó, se rangea du côté des insurgés, sans rendre sa décision immédiatement publique. Aux ordres du gouvernement qui, les 19 et 20 juillet, lui demandait d'envoyer rapidement à Madrid des armes, des munitions et des produits pharmaceutiques qui étaient en dépôt à Tolède, il répondit par le silence.
Finalement, le 21 juillet, à 7 h du matin, le capitaine de l'académie militaire lut sur la place du Zocodover, au centre de la ville, une proclamation d'« état de guerre ». Il ordonnait l'arrestation des « activistes de gauche bien connus ». Mais, craignant l'arrivée de miliciens qui, partis de Madrid, s'approchaient, Moscardó décida de s'enfermer le 22 juillet dans l'Alcazar de Tolède, qui hébergeait alors l'École des cadets, avec quelques centaines de civils et de militaires. Il n’eut cependant pas le temps de mettre à l'abri sa propre épouse, qui s'était réfugiée chez un ami à la campagne, et deux de ses fils.

## Forces en présence

### Forces nationalistes
Le colonel Moscardó avait eu le temps d’emmagasiner des réserves avant de s'enfermer dans l'Alcazar. On y avait ainsi réuni 1 300 000 cartouches, 1 200 fusils, 38 mitrailleuses et fusils-mitrailleurs et un mortier. Pour ravitailler les assiégés, on disposait de blé et de conserves, en quantités suffisantes au prix d'un sévère rationnement. L'eau était prélevée dans les citernes, mais elle fut rationnée à raison d'un litre par personne et par jour pour la boisson, la lessive et la toilette.
Moscardó était entouré de 847 gardes civils, de 185 officiers et élèves de l'École de gymnastique, de 85 phalangistes et militants d'extrême droite et de 6 cadets de l'École militaire (qui, à cette époque de l'année, était en vacances). Ces militaires étaient accompagnés de 600 femmes et enfants, pour la plupart parents des assiégés, ou d'autres Tolédans, 200 « notables », 3 sœurs de la Charité et leur supérieure, mère Josepha, ainsi que deux médecins de l'armée et un chirurgien-major.
Le colonel avait également séquestré le gouverneur civil, Manuel Gonzalez Lopez, « avec toute sa famille et une centaine de personnes appartenant aux milieux politiques d'extrême gauche, comme otages ». Il y avait donc en tout quelque 2 000 personnes enfermées dans l'Alcazar, véritable dédale de chambres, de salles communes, de galeries et de souterrains abrité par des murailles de 3,5 mètres d'épaisseur.
Les écuries contenaient encore 177 chevaux et 30 mulets. Leur nombre diminua graduellement, les animaux servant de viande de boucherie : au jour de la délivrance, il n'en restait plus que 10. Faute de sel, on saupoudrait les quartiers de viande avec du salpêtre gratté sur les murs.

### Forces républicaines
Les troupes républicaines étaient composées d'environ 8 000 miliciens chargés de tenir la province de Tolède. Issus des milices confédérales de la CNT et de la FAI ou des milices de l'UGT, ils étaient équipés de plusieurs pièces d'artillerie, de quelques voitures blindées et de quelques chars. L'aviation républicaine les appuya en menant des missions de reconnaissance et en bombardant l'Alcazar à trente-cinq reprises.

## Combats

### Affaire Luis Moscardó (22-23 juillet)
Le 22 juillet, les républicains contrôlaient la plus grande partie de la ville de Tolède. Ils cherchèrent tout d'abord à obtenir la reddition des défenseurs de l'alcazar : les ministres de l'Éducation et de la Guerre, puis le général Riquelme, téléphonèrent tour à tour au colonel Moscardó, sans succès. Le 23 juillet, Candido Cabello, chef des milices, aurait appelé par téléphone Moscardó et l'aurait menacé de fusiller son fils de dix-sept ans, Luis, fait prisonnier le matin même. Moscardó ayant refusé de céder au chantage, les Républicains auraient exécuté Luis Moscardó.
C'est le journaliste pro-communiste américain Herbert Matthews qui, en 1957, a le premier contesté ce récit. Cette version de l'histoire présente effectivement une similitude étonnante avec la légende du XIIIe siècle d'Alonso Pérez de Guzman (1256-1309), dit Guzman el Bueno, qui sacrifia aussi la vie de son fils, devant les murs de la forteresse de Tarifa assiégée par les musulmans au temps de la Reconquista. Nombre d'historiens, dont Vilanova, Nourry et Preston, ont ultérieurement abondé dans le sens de Matthews. Le journaliste et polémiste de gauche Herbert Southworth s'efforce de démontrer que la mort de Luis n'avait rien à voir avec le siège de l'Alcazar : Luis Moscardó aurait été exécuté le 23 août 1936 à la puerta del Cambrón avec 80 autres prisonniers, en représailles d'un raid aérien.
Toutefois, plusieurs historiens ont rassemblé des éléments plaidant en faveur de la réalité de la conversation téléphonique. Alfonso Bullón de Mendoza et Luis Eugenio Togores affirment qu’elle a eu plusieurs témoins, du côté de Moscardó comme du côté de Cabello. De fait, dans son Histoire de la guerre d'Espagne Hugh Thomas soutient la thèse de la réalité de la conversation tout en en donnant une version moins sensationnaliste que celle répandue à l’époque. Bartolomé Bennassar estime lui aussi que l'entretien téléphonique entre José et Luis Moscardó a eu lieu, après l’avoir considéré jusqu’en 1995 comme « une pieuse légende ».
La ligne téléphonique n’aurait pas été coupée, mais seuls les miliciens occupant le central téléphonique de Tolède et en auraient eu le contrôle.

### Assauts et résistance (23 juillet-8 septembre)

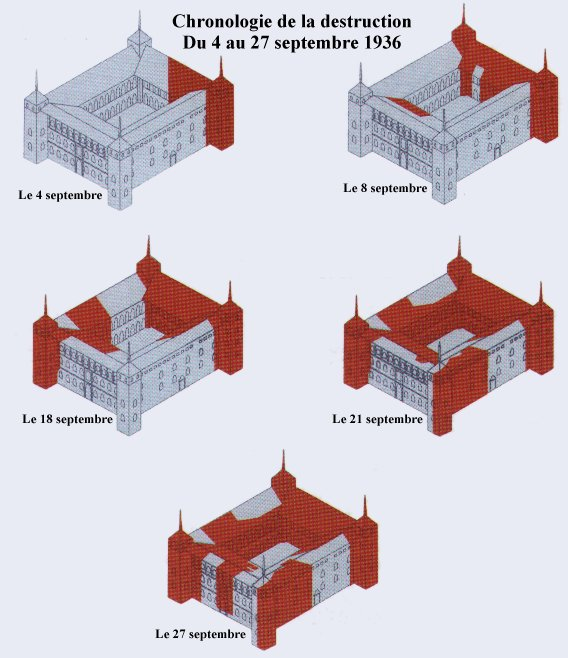
Chronologie de la destruction de l'alcazar de Tolède.

Au fil des jours, Moscardó fut peu à peu supplanté par le colonel de la Garde civile Pedro Romero Bassart. Bien que la nourriture fût rare, il y avait de l'eau et des munitions. Les provisions furent même augmentées grâce à une razzia menée dans un grenier voisin, d'où furent rapportés deux mille sacs de blé. Du pain et de la viande de cheval composeront l'ordinaire de la garnison.
Les assiégés continuèrent même à avoir des loisirs. Ainsi, des dactylographes composaient quotidiennement le journal des assiégés, El Alcázar, simples feuillets tapés à la machine qui contenaient des reproductions de communiqués transmis par la radio, des listes de morts et de blessés ou des nouvelles de l'activité intérieure. Le 14 août, El Alcázar affichait le programme du lendemain, fête nationale de l'Assomption. Le 15 août, dans l'abri souterrain, les enfants purent applaudir le Cirque Alcázar.
L'effectif des attaquants républicains oscillait entre 2 000 et 5 000. Il y avait parmi eux beaucoup de « touristes » de la guerre venus de Madrid pour passer l'après-midi. Les offensives républicaines furent, tout au long du mois d'août, constamment repoussées.
Pendant ce temps, les défenseurs de l'Alcazar acquéraient un grand renom. Tandis qu'ils continuait de résister, plusieurs autres foyers de résistance nationalistes cédaient : la caserne de Loyola à San Sebastian se rendit le 27 juillet, les gardes civils d'Albacete furent écrasés le 25 juillet et la caserne des officiers de Valencia fut prise d'assaut le 31 juillet. Le retentissement de la résistance de l'Alcazar incita Franco à reporter l'offensive contre Madrid pour libérer les assiégés : le 21 août, la défaite de l'armée républicaine à Calzada de Oropesa permit à la colonne du colonel Juan Yague, remplacée ensuite par celle du général José Enrique Varela, de marcher sur Tolède. Le 27 août, elle s’en trouvait à moins de 30 kilomètres, à Talavera de la Reina.

### Propositions de cessez-le-feu (9-12 septembre)
Le 10 septembre, le commandant républicain Vicente Rojo Lluch, ancien professeur de l'Académie d'infanterie, transmit aux assiégés une proposition du gouvernement. Conduit devant Moscardó, il lui proposa d'accorder, en contrepartie de la reddition, la liberté à toutes les femmes et aux enfants et un jugement en conseil de guerre pour les hommes. Moscardó refusa fermement.
Le 11 septembre, le père Enrique Vazquez Camarrasa, connu pour ses sympathies de gauche, se présenta pour une visite de trois heures. Il célébra la messe, écouta les participants en confession publique et se rendit au chevet des blessés pour leur donner l'absolution et les derniers sacrements. Avant de partir, il renouvela les propositions du commandant Rojo, toujours sans succès.
Le 12 septembre, c'est l'ambassadeur du Chili en Espagne, José Ramón Gutiérrez, qui chercha à s'entremettre, mais il essuya lui aussi un échec.

### Derniers assauts républicains (13-23 septembre)
Du 16 au 26 septembre, les républicains entreprirent de mettre un point final à la résistance en creusant des galeries sous les murs d'enceinte afin de poser des mines sous chacune des deux tours jouxtant la cité. On fit évacuer les civils en vue de l'assaut et on invita des correspondants de guerre à venir assister à la chute de l'Alcazar.
Le 18 septembre à l'aube, 86 obus de 15,5 tombèrent sur l'Alcazar. À 7 h du matin, la grande tour sud-ouest fut soufflée par l'explosion d'une mine actionnée par Francisco Largo Caballero en personne et s'écroula, mais l’explosion ne causa que peu de pertes chez les combattants. Une deuxième mine placée sous la tour nord-est fit long feu. Près de 2 500 hommes et 1 500 miliciens parfaitement équipés avec deux chars blindés, un grand char d'assaut, un canon de 75, 16 mitrailleuses et neuf mortiers passèrent à l'attaque. Quatre attaques furent successivement lancées, mais elles furent toutes repoussées par les défenseurs.
Les assauts reprirent le 22 septembre, mais la progression fut lente. À 5 heures du matin, le 23 septembre, les Républicains s'emparèrent par surprise des bâtiments au nord, après avoir envoyé des bombes et des grenades. Repoussés, ils revinrent quelques heures plus tard avec un char. Après 45 minutes, l'assaut se solda par un nouvel échec.

### Libération des assiégés (24-29 septembre)

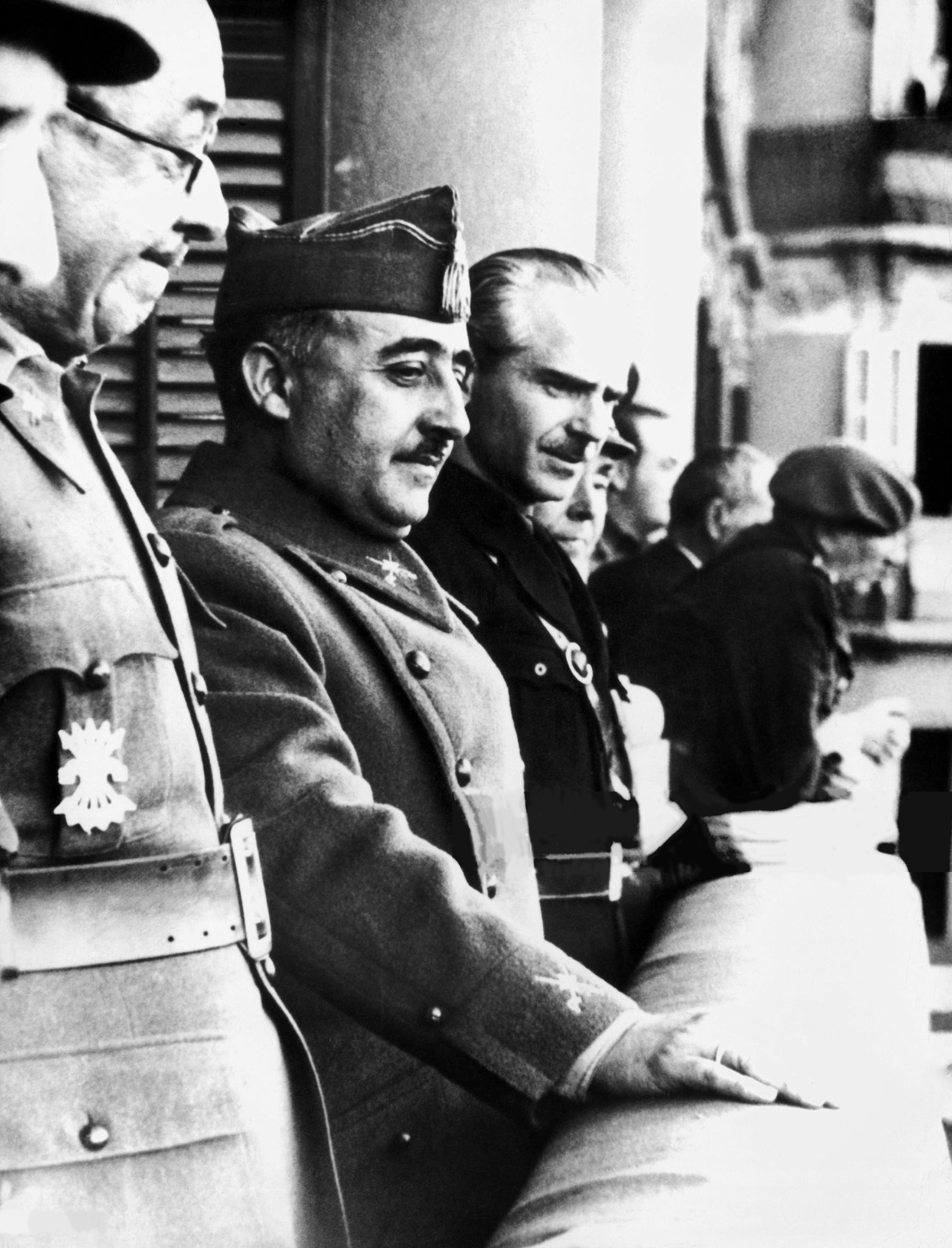
José Moscardó, Francisco Franco et Ramón Serrano Súñer à une célébration en 1938.

Le 22 septembre, l'armée franquiste parvint à quelques kilomètres de Tolède. Craignant d'être encerclés, les Républicains commencèrent à abandonner la ville, et l'Alcazar connut une certaine accalmie malgré quelques bombes et quelques tirs isolés. Au soir du 27 septembre, à 19 h, les éclaireurs des regulares du général José Enrique Varela entrèrent dans la ville.
Le lendemain, à l'aube, le général Varela, ganté de blanc, était salué sur l'esplanade par les combattants rangés en carré. Moscardó déclara à Varela, reprenant le mot de passe des insurgés aux premiers jours de l'insurrection :
- « Sin novedad en el Alcázar, mi general » (« Rien de nouveau à l'Alcazar, mon général »).
Le 29 septembre, Franco vint à son tour exprimer à Moscardó et à ses compagnons la reconnaissance des nationalistes :
- « Héros de l'Alcazar, votre exemple demeurera vivant à travers les générations. La patrie vous doit une gratitude éternelle et l'histoire ne saura jamais assez vanter la grandeur de vos exploits ».
Un clairon sonna l'appel aux morts. À l'annonce de chaque nom, un camarade du défunt répondait : « Mort à l'Alcazar ! »

## Conséquences

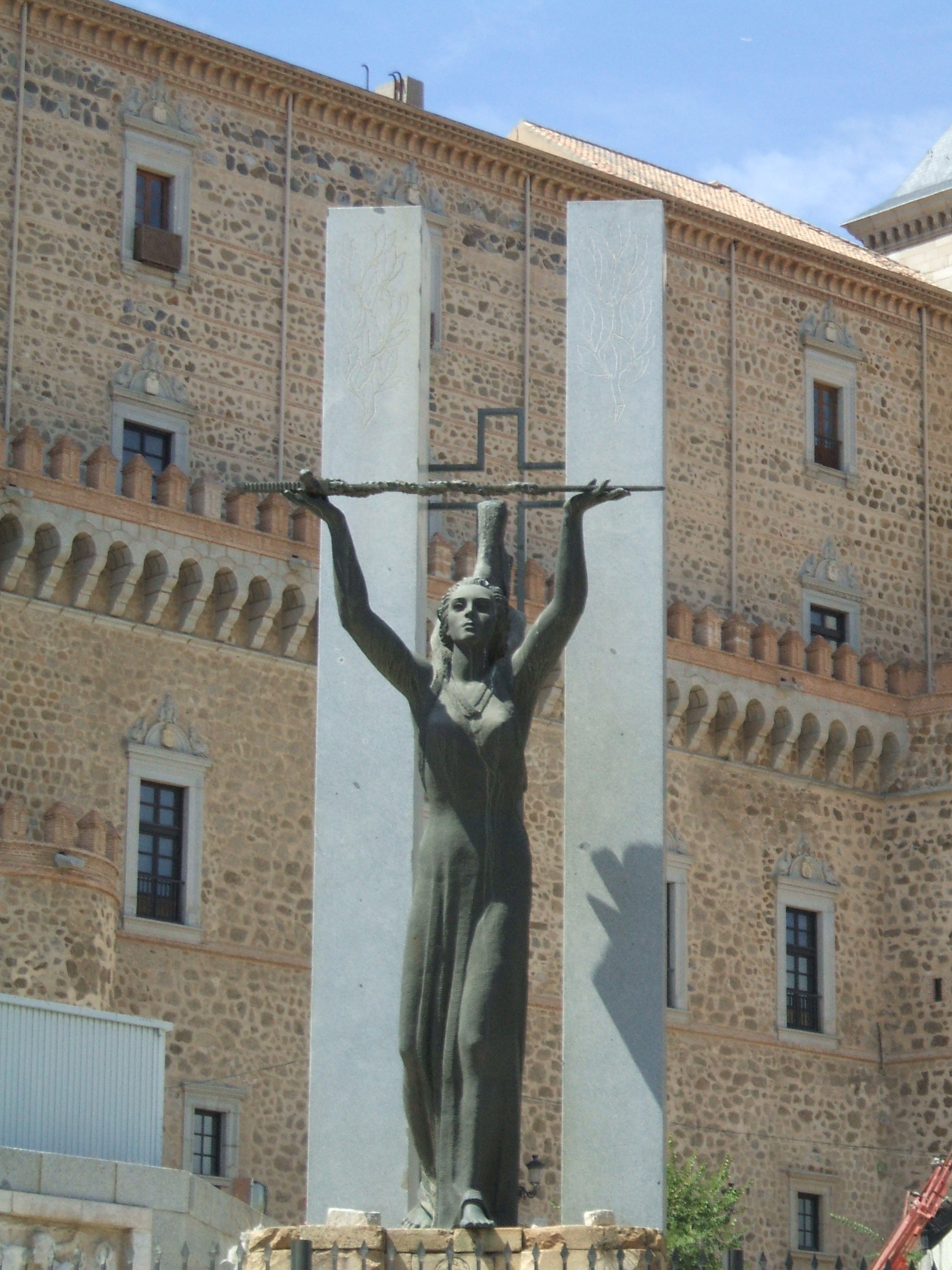
Monuments aux assiégés, devant l'alcazar de Tolède aujourd'hui restauré.

D'après le journal intime de Moscardó, il y a eu en tout, parmi les défenseurs, 86 morts tous grades confondus, 455 blessés, deux morts naturelles, trois suicides et quelques disparitions (probablement des désertions). Il y a eu également deux naissances pendant le siège.
Pendant que les vainqueurs se congratulaient, les regulares « nettoyaient » les postes républicains. Ils s'emparaient des miliciens, les dépouillaient et les passaient par les armes. Les hommes étaient examinés pour vérifier leur participation aux combats. Les « Maures » de Franco pillèrent la ville, provoquant la fuite d'une partie de la population tolédane.
La victoire nationaliste de l'Alcazar ne fut qu'un épisode de la guerre civile espagnole, mais elle marqué les mémoires. Moscardó survécut vingt ans à son exploit. Général de l'armée d'Aragon, puis, la paix revenue, attaché militaire de Franco et capitaine général de l'Andalousie en 1946, nommé comte de l'Alcazar en 1948, il mourra en 1956. Sa dépouille sera déposée dans la citadelle restaurée, dans la même tombe que son fils Luís.

## Mobiles de Franco pour libérer l’Alcazar
Parvenu à Maqueda, presque aux portes de Madrid, Franco dévia une partie de ses troupes vers Tolède pour y désencercler l’Alcazar assiégé par les républicains. Cette décision controversée, qui donna aux républicains le temps de renforcer les défenses de Madrid, lui vaudra un grand succès personnel de propagande. L’Alcazar était un foyer de résistance nationaliste où, dans les premiers jours du soulèvement, un millier de gardes civils et de phalangistes étaient allés se retrancher avec femmes et enfants, et d’où ils opposaient à leurs assaillants une résistance acharnée. Après les avoir libérés le 27 septembre 1936, le camp fasciste s’appliqua à transformer cette opération en légende, confortant encore la position de Franco parmi les chefs rebelles. La photo le montrant aux côtés de José Moscardó et de Varela occupé à parcourir les ruines de l’Alcazar et serrant les survivants dans ses bras fera le tour du monde et lui servira à se faire reconnaître comme le chef de l’insurrection militaire,.

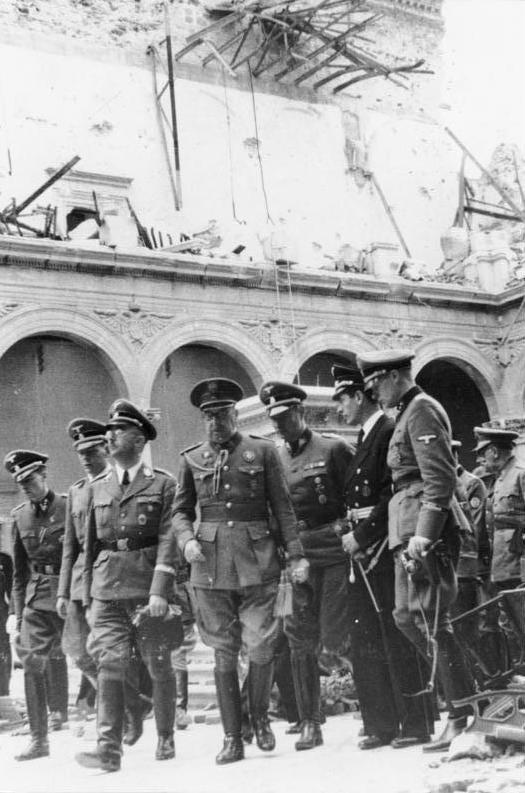
Libération de l’alcazar de Tolède : Heinrich Himmler visitant l’alcazar en compagnie de José Moscardó en octobre 1940.

Le choix stratégique de donner la priorité aux assiégés de l’Académie militaire de Tolède au détriment de Madrid a été critiqué, mais Franco était pleinement conscient du retard que causerait cette décision. Il voulut profiter de l’effet qu’aurait sur son prestige le sauvetage de l’Alcazar, à un moment où était débattu l’intérêt d’une direction militaire unique et où les généraux nationalistes devaient prendre une décision définitive sur l’unification du commandement militaire, et par extension, sur la nature du pouvoir politique qui allait être instauré dans la zone nationaliste. Franco aspirant à prendre le pouvoir, , il avait intérêt à délivrer les héros assiégés de Tolède et à apparaître de la sorte comme leur libérateur. Il dira lui-même à ce sujet : « nous avons commis une erreur militaire et l’avons commise délibérément. Prendre Tolède exigeait que nous déviions nos forces de Madrid. Pour les nationalistes espagnols, Tolède représentait un sujet politique qu’il fallait résoudre ». D’autres, comme Kindelán, ont mis en avant un autre motif, à savoir l’accomplissement d’un devoir sacré, « un objectif de caractère spirituel », et ce sans préjudice majeur pour Madrid, qui n’aurait dû sa survie qu’à l’intervention « de forces internationales rouges », circonstance imprévisible à ce moment-là,. Brian Crozier indique que Franco, ancien élève de l’Académie de Tolède, se sentait concerné affectivement par la menace qui pesait sur les cadets. En outre, la ville, longtemps capitale impériale de l’Espagne, était sur le plan symbolique un enjeu essentiel. Peut-être, avec le sens politique dont il commençait à faire preuve, préféra-t-il les vertus de la communication à celles de l’héroïsme hasardeux. D’autres auteurs, notamment Max Gallo, y ont perçu la manifestation du machiavélisme supérieur de Franco et la décision mûrement réfléchie de prolonger la guerre pour avoir le temps d’asseoir définitivement son pouvoir : la prise de Madrid aurait été trop précoce et n’aurait pas permis d’écraser totalement l’adversaire ; pour atteindre cet objectif, il fallait que la guerre durât. Si donc Franco s’attachait bien à organiser la victoire de son camp, il allait le faire sans hâte excessive, car il lui fallait laisser mûrir son prestige et asseoir son pouvoir. Paul Preston souligne lui aussi que la prise de Madrid fin septembre eût sans doute signifié la fin de la guerre, rendant dès lors inutile de créer un commandement unique ; le Directoire des généraux aurait sans doute dû sans tarder résoudre le problème de la nature de l’État, avant que Franco eût obtenu la position privilégiée qu’il souhaitait. Une déclaration faite par Franco en février 1937 semble pointer dans le même sens :

« Dans une guerre civile, une occupation systématique du territoire, accompagnée du nettoyage nécessaire, est préférable à une défaite rapide des armées ennemies qui laisse le pays infesté d’adversaires »

— Francisco Franco.
Pour d’autres auteurs, la priorité donnée par Franco à la libération de l’Alcazar était dans une certaine mesure fondée sur ses souvenirs du désastre d’Anoual de 1921, quand de grandes unités avaient été abandonnées à leur sort, et surtout sur sa conviction que les facteurs politiques et psychologiques avaient une importance particulière dans une guerre civile. Ces auteurs démontent l’argument selon lequel Franco aurait commis une erreur opérationnelle très grave en retardant d’une semaine la marche sur Madrid afin de libérer l’Alcazar, stratégiquement secondaire. Certes, au début d’octobre, Madrid n’avait pas de défenses fortes et aurait pu être prise facilement, avant que la situation militaire ne change une semaine après ; toutefois, on ignorait alors l’arrivée des armes soviétiques et du personnel spécialisé appelé à s’engager dans le combat quelques semaines plus tard ; jusqu’à fin octobre, c’est-à-dire quand les armes soviétiques et les spécialistes militaires étaient entrés en action en force, Franco n’était pas conscient de l’ampleur de l’intervention soviétique. D’autre part, il apparaît douteux qu’une avancée résolue et concentrée sur Madrid dès septembre, avec les flancs peu protégés, avec une logistique faible, et en dédaignant totalement les autres fronts, eût permis à Franco de s’emparer rapidement de la capitale et de mettre ainsi abruptement un point final à la Guerre civile. En pratique, il était improbable que Franco adopte une stratégie aussi audacieuse, car cela allait à l’encontre de ses principes et de ses habitudes, et surtout de ce qu’il avait appris au Maroc. De toute façon, il n’avait pas, à la fin de septembre, la possibilité de lancer en toute sécurité un assaut sur Madrid, car il ne pouvait pas s’appuyer sur une concentration de troupes suffisante. Le retard d’un mois ne s’explique pas uniquement par la libération de l’Alcazar, mais aussi, et principalement, par les ressources limitées des nationalistes, en plus de la nécessité d’affecter des renforts à d’autres fronts où ils étaient en danger. Aucun élément probant ne vient à l’appui de la thèse selon laquelle Franco avait pour principal motif, en libérant l’Alcazar, de faire un gros coup de propagande pour renforcer sa candidature au commandement unique, d’autant plus que son élection par la Junta de Defensa n’était en réalité nullement conditionnée par la libération de l’Alcazar. Enfin, en donnant, au détriment de l’assaut contre Madrid, la priorité à la conquête de la zone républicaine nord, enclavée, où se trouvait la majeure partie de l’industrie lourde et des mines de charbon et de fer, une population qualifiée et l’essentiel de l’industrie d’armement, Franco faisait basculer l’équilibre des forces en sa faveur.
Quelles qu’aient été ses intentions, la libération de l’Alcazar représente selon Andrée Bachoud « le coup médiatique de la Guerre civile. Toute guerre a besoin du symbole qui la transforme en geste : le siège de l’Alcazar fournit la légende et les héros qu’il fallait à Franco et à son camp. C’est une formidable opération de communication, qui pour une partie de l’opinion étrangère effaça au moins partiellement le scandale des massacres ». Quand Franco pénétra dans la citadelle libérée, il fut acclamé aux cris de « Vive Franco, vive l’Espagne ! ». À l’approche de l’importante réunion du directoire militaire, aucune autre personnalité militaire ou civile du camp fasciste ne pouvait faire concurrence à Franco, qui jouissait de la confiance des milieux conservateurs et capitalistes, et de l’armée.

## Commando Alcazar
En janvier 1960, durant la guerre d'Algérie et à la suite de la semaine des barricades est créé, à Alger, le « commando Alcazar » composé de nationalistes français insurgés et dont le nom, choisi par Paul Delouvrier, est une référence directe au siège de l’Alcazar.